# Enispa albipuncta
Enispa albipuncta är en fjärilsart som beskrevs av George Francis Hampson 1910. Enispa albipuncta ingår i släktet Enispa och familjen nattflyn. Inga underarter finns listade i Catalogue of Life.